# Chetham's Library

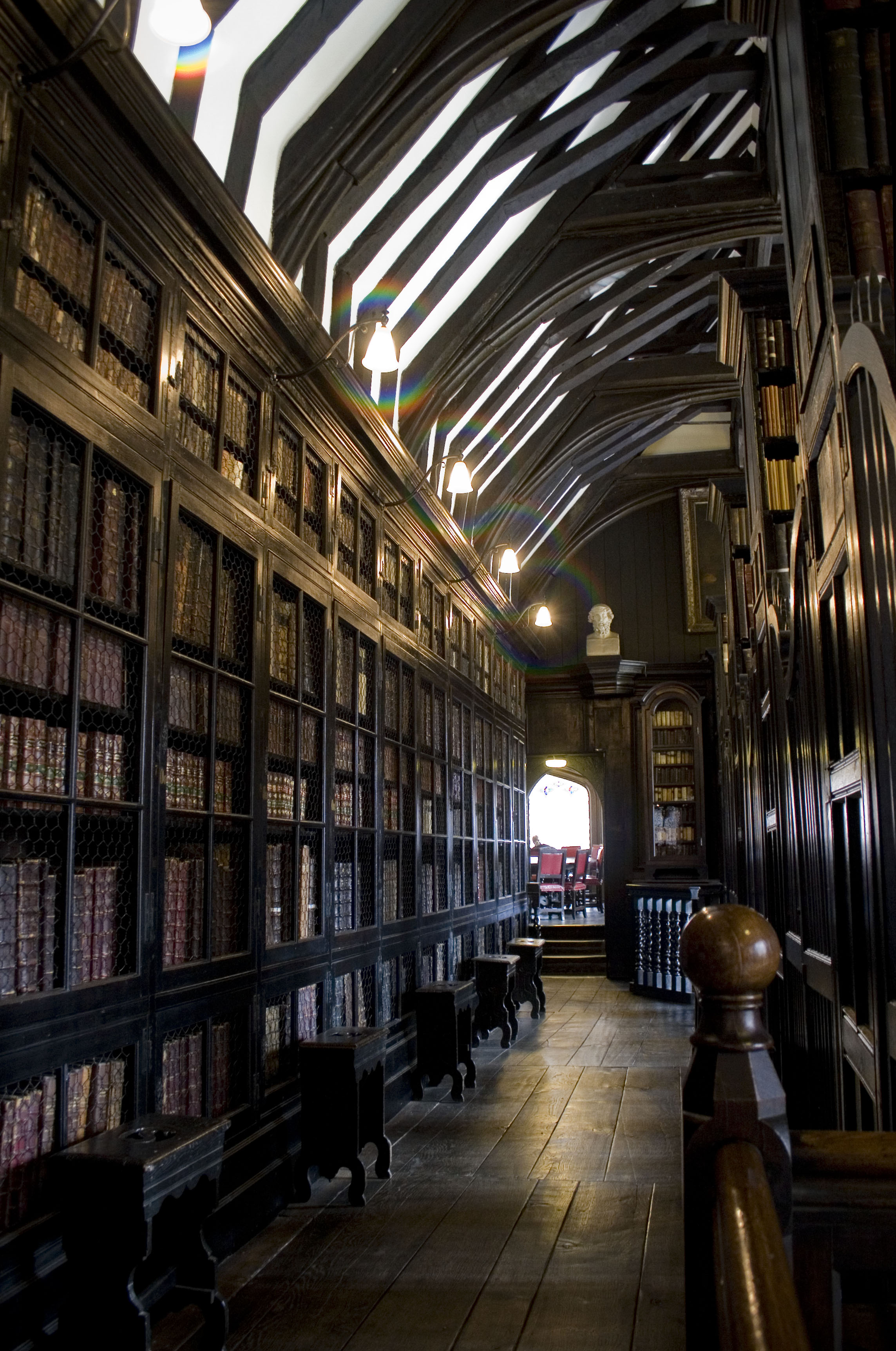

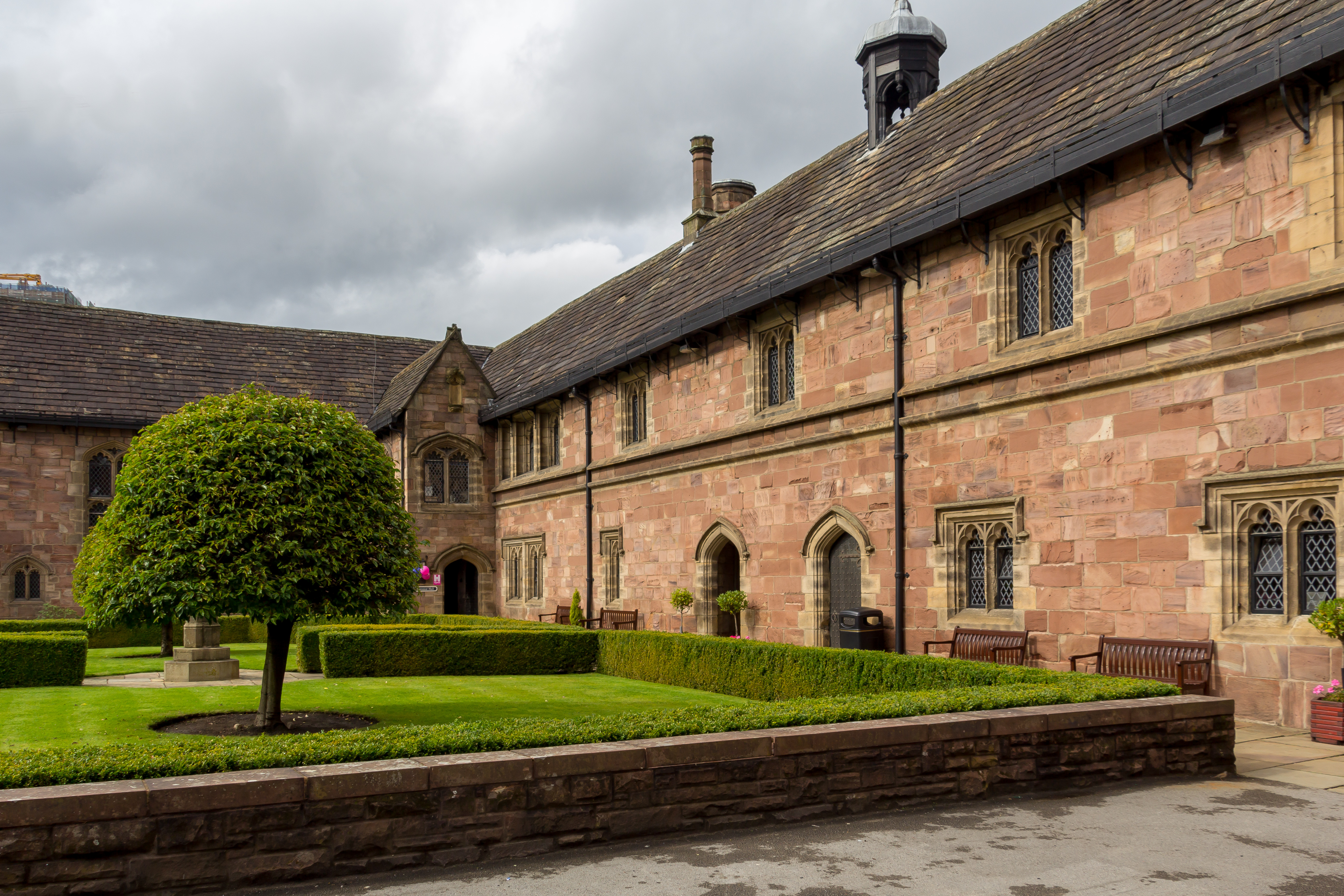

Chetham's Library is een bibliotheek in het Engelse Manchester. De bibliotheek omvat meer dan 120 000 werken, waarvan meer dan 60 000 werken van voor 1851. Karl Marx en Friedrich Engels studeerden samen in de bibliotheek.
Het is de oudste nog in gebruik zijnde openbare bibliotheek van het Verenigd Koninkrijk. De bibliotheek werd opgericht in 1653 met de nalatenschap van handelaar Humphrey Chetham (1580-1653). Chetham wilde dat er een onderwijscentrum werd opgericht (Hospital school) en een bibliotheek. 